# Ethan Mitchell
Ethan Mitchell (* 19. Februar 1991 in Auckland) ist ein ehemaliger neuseeländischer Bahnradsportler.  Neben Edward Dawkins und Sam Webster war er der dominierende neuseeländische Sportler in den Kurzzeitdisziplinen auf der Bahn in den 2000er und 2010er Jahren; auch international waren die drei Fahrer, oft gemeinsam, erfolgreich.

## Sportliche Laufbahn
Seit 2007 hatte Ethan Mitchell zahlreiche Siege in Kurzzeitdisziplinen auf der Bahn. Besonders erfolgreich ist er als Anfahrer der neuseeländischen Mannschaft im Teamsprint. So errang er der Titel als Ozeanienmeister (einen davon als Junior) in dieser Disziplin, eine Goldmedaille bei Commonwealth Games. Dreimal wurde er im Teamsprint Weltmeister, 2009 gemeinsam mit Cameron Karwowski und Sam Webster als Junior.
2014 sowie 2016 wurde Mitchell mit Sam Webster und Edward Dawkins, mit denen gemeinsam er seine größten Erfolge einheimste, jeweils Weltmeister im Teamsprint. Das Trio startete auch gemeinsam bei den Olympischen Spielen 2012 in London und belegte Rang fünf.
2016 wurde Ethan Mitchell für die Teilnahme an den Olympischen Spielen in Rio de Janeiro nominiert, wo er im Teamsprint gemeinsam mit Sam Webster und Edward Dawkins die Silbermedaille errang. Im Jahr darauf wurde er gemeinsam mit Webster und Dawkins zum dritten Mal Weltmeister im Teamsprint, im Sprint errang er Bronze. Bis einschließlich 2020 wurden Webster, Dawkins und Mitchell gemeinsam vier Mal Ozeanienmeister im Teamsprint. 2018 holten sie zudem bei den Commonwealth Games die Goldmedaille, und 2019 gewannen sie den Lauf des Weltcups im heimischen Cambridge. 2020 wurden sie Ozeanienmeister im Teamsprint. Bei den Olympischen Spielen in Tokio belegte die neuseeländische Mannschaft mit Mitchell, Callum Saunders, Sam Webster und Sam Dakin Platz sieben. Im Februar 2022 erklärte Mitchell seinen Rücktritt vom aktiven Radsport.

## Erfolge
2007
- Ozeanischer Radsportmeister (Junioren) – Teamsprint (mit Sam Steele und Sam Webster)

2009
- Junioren-Weltmeister – Teamsprint (mit Cameron Karwowski und Sam Webster)

2010
- Commonwealth Games – Teamsprint (mit Edward Dawkins und Sam Webster)
- Neuseeländischer Meister – Teamsprint (mit Myron Simpson und Andy Williams)

2011
- Ozeanische Radsportmeister – Teamsprint (mit Simon van Velthooven und Sam Webster)

2012
- Weltmeisterschaft – Teamsprint (mit Edward Dawkins und Sam Webster)

2013
- Weltmeisterschaft – Teamsprint (mit Edward Dawkins und Sam Webster)
- Bahnrad-Weltcup in Aguascalientes – Teamsprint  (mit Matthew Archibald, Edward Dawkins und Sam Webster)
- Neuseeländischer Meister – Teamsprint (mit Simon van Velthooven und Sam Webster)

2014
- Weltmeister – Teamsprint (mit Edward Dawkins und Sam Webster)

2015
- Ozeanischer Radsportmeister – Teamsprint (mit Edward Dawkins und Sam Webster)

2016
- Olympische Spiele – Teamsprint (mit Sam Webster und Edward Dawkins)
- Weltmeister – Teamsprint (mit Edward Dawkins und Sam Webster)
- Ozeanienmeister – Teamsprint (mit Sam Webster und Edward Dawkins)
- Neuseeländischer Meister – Teamsprint (mit Sam Webster und Zac Williams)

2017
- Weltmeister – Teamsprint (mit Edward Dawkins und Sam Webster)
- Weltmeisterschaft – Sprint
- Bahnrad-Weltcup in Los Angeles – Teamsprint (mit Sam Webster und Edward Dawkins)
- Weltcup in Milton – Teamsprint (mit Edward Dawkins und Sam Webster)

2017/18
- Ozeanienmeister – Teamsprint (mit Edward Dawkins und Sam Webster)
- Ozeanienmeisterschaft – Sprint

2018/19
- Ozeanienmeister – Teamsprint (mit Edward Dawkins und Sam Webster)

2018
- Commonwealth-Games-Sieger – Teamsprint (mit Edward Dawkins und Sam Webster)

2019
- Weltcup in Cambridge – Teamsprint (mit Edward Dawkins und Sam Webster)

2019/20
- Ozeanienmeister – Teamsprint (mit Edward Dawkins und Sam Webster)